# Hair (canção)
"Hair" é uma canção da cantora norte-americana Lady Gaga, gravada para o seu segundo álbum de estúdio Born This Way. Foi escrita e produzida pela própria com o auxílio do produtor e compositor marroquino RedOne, sendo que a sua gravação decorreu em 2010 no autocarro da digressão The Monster Ball Tour. Lançada a 16 de Maio de 2011, apenas como single promocional, fez parte da contagem decrescente para o lançamento do disco na iTunes Store. Previamente, "The Edge of Glory" tinha sido avançada como música de promoção, mas devido ao elevado número de descargas digitais, foi tornada a terceira faixa de trabalho do disco. Mais tarde, Gaga explicou que "Hair" não estava planeada para ser faixa de trabalho, mas esta decisão poderia ser alterada consoante o número de vendas na loja digital da Apple.
De acordo com a cantora, a melodia assemelha-se à sonoridade de bandas de metal como KISS e Iron Maiden. Também é influenciada por Bruce Springsteen, sendo denominada como um registo de dança inspirada na experiência como adolescente vivida pela artista, quando os seus pais a obrigavam a vestir-se de certa maneira. Gaga revela que a única maneira de se expressar é através do seu cabelo, e descreveu a canção como uma libertação da habilidade para alterar o rumo que dá aos seus caminhos, afirmando que um penteado é uma forma de expressão máxima de liberdade através da letra. A música inclui um solo de saxofone pelo músico Clarence Clemons, membro proeminente da banda E Street Band. A gravação decorreu num estúdio de Manhattan à meia-noite, depois do artista ter viajado para a sua casa na Flórida.
A obra foi recebida de forma positiva pela crítica devido à sua mensagem de liberdade, individualismo e empoderamento, contudo alguns analistas sentiram que o uso do cabelo para expressar estas mensagens não era particularmente novo. A canção entrou em várias tabelas musicais, alcançando as dez faixas mais vendidas da Escócia e Nova Zelândia. Na Billboard Hot 100 dos Estados Unidos, conseguiu subir ao décimo segundo lugar. A sua divulgação, além de fazer parte do alinhamento da digressão mundial The Born This Way Ball, consistiu ainda em interpretações ao vivo em programas de televisão, como o Good Morning America na temática de concertos de verão, o Paul O'Grady Live e através do britânico The Howard Stern Show.

## Antecedentes e divulgação

Lady Gaga a interpretar ao vivo a canção, no programa Good Morning America, enquanto toca num piano em forma de unicórnio coberto com perucas.

Em Fevereiro de 2011, durante uma entrevista com a com a revista Vogue, a artista revelou o nome da canção. Fernando Garibay, que co-produziu Born This Way sentiu que ambos têm uma boa química, levando-o a tomar a decisão de não falar sobre a música, complementando: "Eu ia adorar que conseguissem expressar o que significa e o que representa este trabalho". No programa de comédia The Graham Norton Show, Gaga explicou a origem e o processo de inspiração que resultaram numa analogia do seu cabelo com a liberdade, considerando ser a única parte do seu corpo que pode alterar sem que alguém a julgue. De acordo como uma primeira reprodução em Fevereiro de 2011, "Hair" é inspirada no clássico dos anos 80 "We Belong", por Pat Benatar, enquanto que a sua temática é focada numa letra semelhante à de "Born This Way". A cantora debateu a inspiração sonora através de um vídeo colocado na sua conta da rede social Twitter, dizendo o seguinte:
| “ | Eu amo tanto, mas tanto esta canção. Quando era criança, costumava descer as escadas da casa dos meus pais e eles diziam, "Volta para cima e escova o teu cabelo, muda de roupa, não podes sair assim", e eu sentia que estavam a roubar a minha identidade. O meu cabelo é a minha glória. É a única parte que posso mudar em mim mesma" | ” |

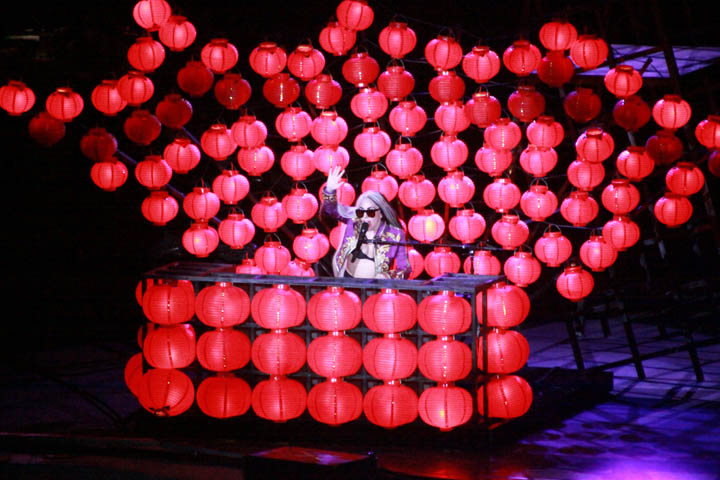
Gaga apresentando "Hair" em Taiwan em 2011

Inicialmente, o lançamento do tema foi planeado como segundo single promocional do disco, seguindo-se a "The Edge of Glory", a 16 de Maio de 2011. Contudo, o impacto deste último nas lojas de descargas digitais legais revelou-se positivo, levando a cantora a promovê-la como a terceira faixa de trabalho de Born This Way. Esta decisão tornou automaticamente "Hair" como primeira parte da divulgação promocional do álbum. A cantora confessou que não havia planos de lançamento desta música, mas caso tivesse o mesmo desempenho positivo do terceiro single, poderia ser uma ideia a reflectir, revelando ainda a capa de arte através da sua conta oficial no Twitter. A fotografia a preto e branco tirada pelo seu colaborador frequente Nick Knight, revela-a com uma cor de cabelo cor-de-rosa, bem como as letras que compunham o nome da canção no mesmo tom, caracterizada através de roupa de couro com arestas vivas complementadas com pontos salientes nos mamilos. Mais tarde, a artista recorreu novamente à rede social para deixar a seguinte mensagem: "Radio 1 foi demais! A contagem decrescente no iTunes para The Born This Way lançará amanhã a minha canção HAIR", complementando com um verso da faixa: "Vou morrer a ser livre como o meu Cabelo!".
A divulgação começou a 27 de Maio de 2011, no programa Good Morning America, onde Gaga interpretou a canção ao vivo como parte do alinhamento de concertos de verão, usando um rabo de cavalo preto e loiro. A performance foi dedicada à sua mãe, numa versão acústica. Sheila Markar, da ABC News, considerou que a cantora "arrasou com este formato mais calmo". Christian Blauvelt, da revista Entertainment Weekly, também ficou impressionado com a actuação afirmando que "no teclado, Gaga nunca depositou tanta paixão e vontade em vender a letra de forma poderosa como desta vez". Além da televisão e dos festivais, a música também fez parte do alinhamento da digressão mundial The Born This Way Ball que começou em 2012.

## Gravação e composição
A canção foi escrita e produzida pela própria Lady Gaga com o auxílio do produtor RedOne. Durante uma entrevista com Ryan Seacrest no programa de rádio On Air With Ryan Seacrest, Gaga descreveu "Hair" como um registo de discoteca, inspirado nas conotações de Bruce Springsteen. Também revelou o envolvimento de Clarence Clemons com o instrumental de saxofone. Foram citadas outras referências, nomeadamente a bandas de metal como Kiss e Iron Maiden, na melodia. A artista revelou ainda algumas linhas da canção durante a emissão, "Esta é a minha oração, vou viver livre como o meu cabelo", complementando que a composição foi interessante, pois foi a justaposição de saxofone num registo de dança. Numa outra entrevista com a estação de rádio Z-100, a cantora disse que "alguns desses temas eram explorados no álbum". A cantora revelou que a melodia de saxo representava "um género diferente de música, ao mesmo tempo que engloba todos os elementos diferentes do mesmo", e que fez questão da presença do som do instrumento.
Clemons também pronunciou-se sobre o trabalho à revista Rolling Stone, descrevendo a forma como gravou o solo de safoxone com Gaga. Em Janeiro de 2011, o artista estava a utilizar uma máquina de exercícios na sua casa na Flórida, quando a sua esposa lhe disse que a equipa da cantora estava ao telefone, e queriam que participasse no seu próximo disco. A chamada foi numa sexta-feira, a que Clarence respondeu que podia gravar na segunda-feira ou terça-feira próxima, mas a artista foi inflexível e quis tê-lo no próprio dia da proposta, obrigando-o a viajar da Flórida a Nova Iorque, chegando ao estúdio de gravação em Manhattan à meia-noite. Estava planeado que os arranjos seriam incorporados em várias faixas do álbum, e "Hair" era uma delas. Antes das gravações, a cantora mostrou e explicou as letras, e o safoxonista revelou que "fazia muito sentido, era sobre o crescimento". Ela deu-lhe algumas instruções em relação à forma da entrada do som instrumento, mas queria que "usa-se principalmente o seu coração, tocar o que sentia na altura". Todo o processo ficou concluido às três da manhã, e Clemons acrescentou que "ficou surpreendido por ter sido pago por aquilo, pois teria feito de graça por nunca acreditar que algo bom possa render dinheiro". De acordo com a partitura publicada pela Sony/ATV Music Publishing, a música foi escrita em compasso simples, num andamento moderado com um metrónomo de 135 batidas por minuto. Composta na chave de fá maior com o alcance vocal que vai desde da nota baixa de mi para a nota de alta de ré.
Maior parte da faixa foi gravada durante a digressão na Europa, mas a mistura de som foi feita em Oasis Mastering na Califórnia, por Gene Grimaldi. Jocelyn Vena da MTV descreveu a canção como "um bombardeamento desafiador de discoteca, que pode reflectir bons momentos". A música começa com uma situação de desespero de uma jovem que teme que a sua mãe lhe corte o cabelo durante a noite, perguntando se não pode ser quem quer realmente ser. À medida que a progressão aumenta, Gaga canta o refrão que conduz à pausa musical inspirada em estilo retro sobre os diferentes penteados que teve. Matthew Perpetua da publicação Rolling Stone denominou-a como uma mistura de saudade e melodrama romântico de "We Belong", com a ponta de metal da era industrial de Nine Inch Nails. A letra fala sobre a ideia de abraçar um penteado como a expressão máxima da identidade pessoal, por isso termina com Gaga triunfantemente a declarar "Eu sou o meu cabelo!" no final do último refrão.

## Recepção da crítica

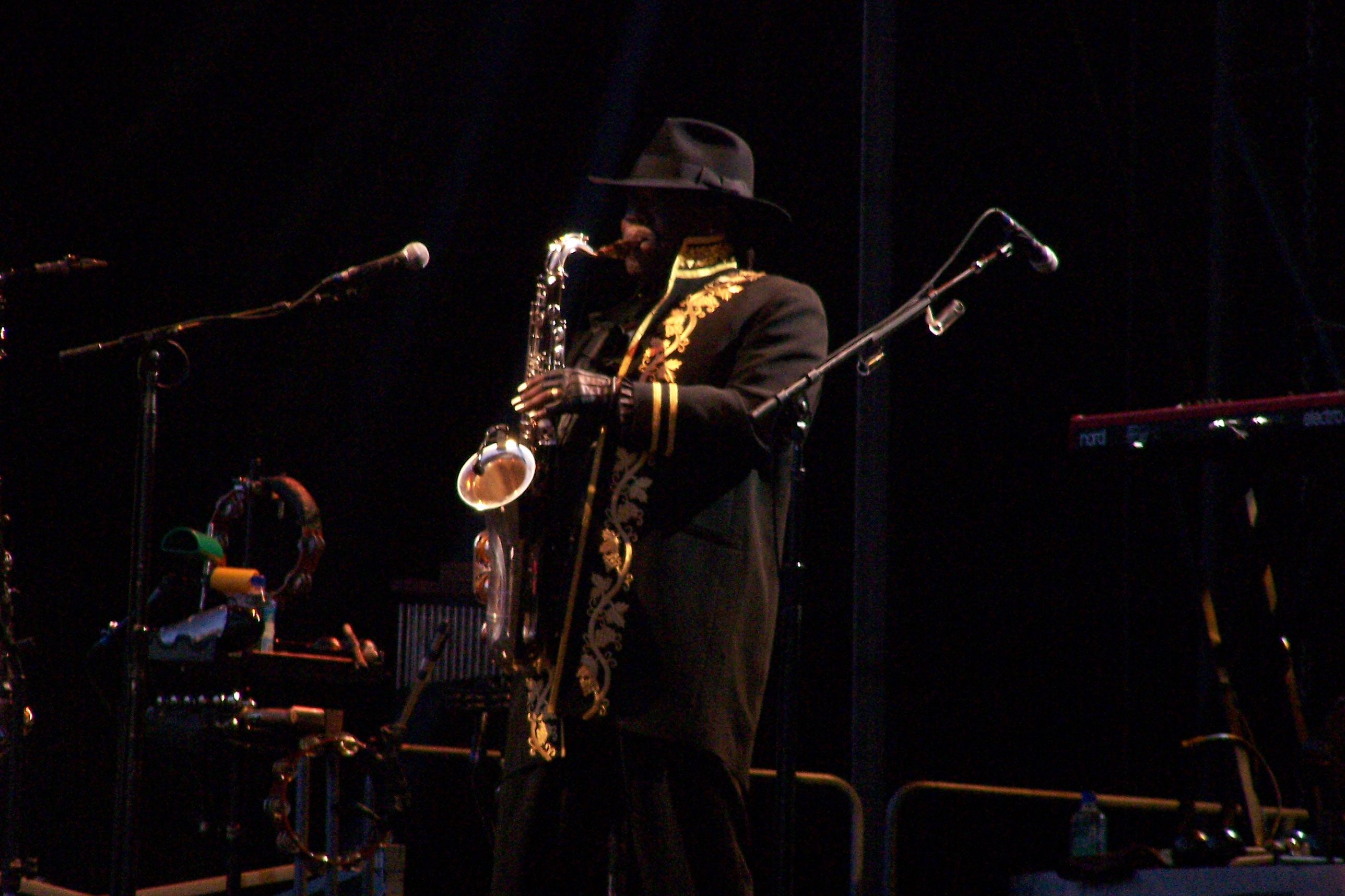
O solo de safoxone de Clarence Clemons foi uma participação notável em "Hair", segundo os críticos.

Uma hora antes do concerto final da The Monster Ball Tour, Gaga enviou quatro faixas para a Rolling Stone, incluindo "Scheiße", "Yoü and I" e "The Edge of Glory", para uma previsão avançada. Matthew Perpetua escreveu uma nota positiva, descrevendo "Hair" como outra canção inspiradora no molde de "Born This Way", mas sentiu que era "um pouco estranha". Perpetua concluiu em tom de brincadeira com o facto "de se tornar um hino para os salões de cabeleireiros em todo o lado". Jody Rosen, que colabora na mesma publicação, reflectiu que a cantora não era a primeira a criar esta conexão entre a auto-estima e a liberdade, e que não era a primeira a ter esta ideia de expressão. Dan Martin da NME classificou a música como um hino de capacitação, utilizando a "simples imagem do vento ao soprar no cabelo de uma pessoa para iluminar o álbum de forma a que a mensagem perdure mais do que [simplesmente] na faixa-título". Tim Jonze do jornal britânico The Guardian considerou que a mensagem transmitida não é "particularmente nova", desde do musical dos anos 60 Hair. Embora tenha achado a letra banal, Jonze opinou que "essas fraquezas também podem ser fortes, e há algo de admirável sobre a forma como o som é endereço para adolescentes confusos em busca da sua identidade". Escrevendo para o The Vancouver Sun, Leah Collins fez uma análise positiva e declarou que o tema era como "um hino em forma de bombeamento destinado a aumentar os folículos com orgulho". Collins fez novamente referência ao facto da música transmitir um ambiente mais retro.
Natalie Finn da E! Online ficou desapontada com a melodia, ficando com a sensação que as músicas de Born This Way não eram assim tão "cativantes" porque todos tinham o mesmo assunto debatido. Finn revelou que ainda esperava pelo próximo "Bad Romance" para fazer tirar os pés do chão, ou o próximo "Speechless" para nos fazer chorar. Ou então o próximo "Just Dance" para realmente nos fazer dançar". Jason Lipshultz da revista norte-americana Billboard elogiou a faixa pelo seu "individualismo" e pela metáfora para a "personalidade selvagem" da cantora. Sal Cinquemani da Slant Magazine fez uma crítica mista ao relatar que a música é derivada de um registo "de discoteca, mas perfeitamente utilizável sobre a ressalta da lixeira para cada má ideia que Gaga que teve nos últimos 12 meses; coros exagerados, solos de sax inexplicáveis". Rick Fulton, enquanto escrevia para o periódico Daily Record, chamou "Hair" de "um grande som e um poço energético de europop", atribuindo quatro de cinco pontos possíveis. Ian Hope da BBC Online traçou o perfil da música como "uma capacitação rockeira de libertação". O diário The Independent, com Andy Gill a representá-lo, comparou a faixa a outros trabalhos do guitarrista David Crosby, e ainda revelou que era "uma declaração de rebeldia e individualismo".

## Faixas e formatos
A versão digital de "Hair", lançada apenas como single promocional na iTunes Store, contém apenas uma faixa com duração de cinco minutos e oito segundos.
| Descarga digital |        |                                  |         |  |
| N.º              | Título | Compositor(es)                   | Duração |  |
| 1.               | "Hair" | Stefani Germanotta, Nadir Khayat | 5:08    |  |

## Desempenho nas tabelas musicais
No Reino Unido, "Hair" estreou na décima terceira posição da tabela musical UK Singles Chart. Juntamente com "The Edge of Glory", "Judas" e "Born This Way", Gaga foi a única artista feminina desde Ruby Murray em 1955 a ter quatro singles em simultâneo dentro das vinte mais vendidas. Na Austrália, a faixa entrou directamente para o vigésimo lugar na ARIA Singles Chart. Nos Países Baixos, a música alcançou a décima quinta posição como melhor, e na Irlanda a décima quarta. Em território norte-americano, a primeira semana rendeu mais de 147 mil descargas digitais, originando a estreia na quinta posição da Billboard Digital Songs. Consequentemente, a obra debutou na Billboard Hot 100 em décimo segundo lugar, tornando-se a estreia mais elevada da semana. No Canadá, a canção vendeu 15 mil cópias digitais, e entrou na Canadian Hot 100 no número onze. "Hair" também alcançou alista das dez mais vendidas das tabelas musicais da Escócia, de Espanha, Itália, Nova Zelândia e Noruega e ficou ainda entre as vinte mais distribuídas da Bélgica e da França, enquanto se posicionou no número vinte e cinco na tabela digital da Associação Fonográfica Portuguesa (AFP).

### Posições
| Tabela musical (2011)                                | Melhor posição |
| ---------------------------------------------------- | -------------- |
| Austrália - ARIA Charts                              | 20             |
| Bélgica - Ultratop (Flandres)                        | 19             |
| Bélgica - Ultratop (Valónia)                         | 11             |
| Canadá - Canadian Hot 100                            | 11             |
| Coreia do Sul - South Korea Gaon International Chart | 21             |
| Dinamarca - Tracklisten                              | 29             |
| Escócia - Scottish Singles Chart                     | 10             |
| Espanha - PROMUSICAE                                 | 9              |

| Tabela musical (2011)              | Melhor posição |
| ---------------------------------- | -------------- |
| Estados Unidos - Billboard Hot 100 | 12             |
| França - SNEP                      | 16             |
| Irlanda - IRMA                     | 14             |
| Itália - FIMI                      | 5              |
| Noruega - Norwegian Singles Chart  | 5              |
| Nova Zelândia - RIANZ              | 9              |
| Países Baixos - Dutch Top 40       | 15             |
| Portugal - Top 30 Ring Tones       | 25             |
| Reino Unido - UK Singles Chart     | 13             |

## Créditos
Todo o processo de elaboração da canção atribui os seguintes créditos pessoais:
- Lady Gaga – composição, produção, vocalista principal;
- RedOne – produção, edição, arranjos, instrumental, vocais de apoio, engenharia;
- Trevor Muzzy – edição vocal, engenharia, guitarra, misturador;
- Dave Russell – engenharia;
- Gene Grimaldi – masterização;
- Clarence Clemons – saxofone.